# Crucified (Bella & Filippa-låt)
Crucified är en låt av svenska musikduon Bella & Filippa. Låten skrevs av Filippa Frisell och Isabella Snihs själva tillsammans med Peter Hägerås, Mats Frisell, Jakob Stadell. Den deltog i Melodifestivalen 2017 och placerade sig på femte plats i den tredje semifinalen den 18 februari 2017.